# 阿尔弗雷多·埃尔南德斯
阿尔弗雷多·埃尔南德斯（西班牙語：Alfredo Hernández，1935年6月18日—），墨西哥男子足球运动员，司职中场。他曾代表墨西哥国家队参加1958年和1962年国际足联世界杯，两届比赛均止步小组赛阶段。